# Lewis White Beck
Lewis White Beck (Griffin, Georgia, 26 de septiembre de 1913 – Rochester, Nueva York, 7 de junio de 1997) fue un filósofo estadounidense, especialista en Inmmanuel Kant, profesor emérito y Burbank Professor of Moral and Intellectual Philosophy en la Universidad de Rochester; siendo una figura clave en el establecimiento de redes de colaboración entre los estudios kantianos norteamericanos y alemanes.

## Biografía
Beck cursó el A.B. en Universidad Emory (1934) y el M.A. (1935) y Ph.D. (1937) en Universidad Duke. Realizó estudios de postgrado en la Universidad Humboldt de Berlín (1937–1938). Antes de su llegada a Rochester, fue instructor en Emory (1938–1941), profesor asistente y luego asociado en la Universidad de Delaware (1941–1948) y profesor en Universidad de Lehigh (1948–1949). Ingresó a la Universidad de Rochester en 1949 como profesor y director del Departamento de Filosofía; fue chair (1949–1966), associate dean (1952–1956), dean (1956–1957) y, desde 1962, Burbank Professor of Moral and Intellectual Philosophy. Se retiró en 1979, aunque continuó activo en la formación de posgrado. Falleció en Rochester el 7 de junio de 1997.

## Carrera académica y docencia
Bajo su liderazgo, el doctorado de Filosofía de Rochester alcanzó reconocimiento internacional. Fue el primer receptor del Edward Peck Curtis Award for Excellence in Undergraduate Teaching (1962) y, ya retirado, sostuvo seminarios informales y encuentros regulares con graduados; en los años 80 y 90 su “privatissimum” congregó a pequeños grupos de estudiantes hasta fines de 1996.

## Obra y contribuciones
Aunque trabajó en historia de la filosofía moderna, la mayor parte de su producción estuvo dedicada a Kant. Entre sus libros más influyentes figuran A Commentary on Kant’s Critique of Practical Reason (1961), Studies in the Philosophy of Kant (1965), Early German Philosophy: Kant and His Predecessors (1969), The Actor and the Spectator (1975), Essays on Kant and Hume (1978) y Kant’s Latin Writings (1986). Su traducción de la Crítica de la razón práctica (1949 y eds. posteriores) se mantiene de uso extendido.  
Como organizador y editor, fue determinante en la investigación sobre Kant a nivel internacional: dirigió el Tercer Congreso Internacional Kant (Rochester, 1972) y editó sus actas; fue el primero de estos congresos celebrado en Estados Unidos, hito que inauguró una tradición de cooperación estrecha entre la investigación kantiana alemana y norteamericana. También tradujo y editó escritos de Kant en filosofía práctica, reunió antologías —incluidas sobre filosofía de la historia y escritos latinos— y dejó un comentario sobre la Crítica de la razón práctica que obtuvo amplia recepción también en alemán.

## Honores, cargos y servicio
Beck se adjudicó múltiples honores: el Fondo Rosenwald en 1937 y la Beca Guggenheim (1957–1958). Asimismo, fue Fellow de la American Council of Learned Societies (1964–1965) y Fellow de la American Academy of Arts and Sciences, sirviendo en su directorio (1970–1978).
Presidió la American Philosophical Association (Eastern Division) (1971) y su Board of Officers (1974–1977); integró el Consejo del Fondo Nacional para las Humanidades (1970–1975) y fue presidente de la North East Society for 18th Century Studies (1977).
En 1974 dictó la Cassirer Lecture en Yale. Recibió doctorados honoris causa de la Universidad Emory, el Hamilton College y la Universidad de Tubinga. Fue miembro de los consejos editoriales del Journal of the History of Ideas y Kant-Studien. Participó en la formación de la North American Kant Society (1985).

## Fondos y archivos
Los manuscritos mecanografiados y borradores anotados de Beck —incluidos materiales con historial de edición— se conservan en la Rare Books, Special Collections and Preservation de la Universidad de Rochester. El conjunto incluye tres cajas con copias y originales que documentan su proceso de trabajo.
Asimismo, el University of Delaware Special Collections resguarda una colección con borradores, galeradas y pruebas de sus traducciones y ediciones de la obra moral de Kant.

## Muerte y legado
Beck falleció en Rochester el 7 de junio de 1997. Le sobrevivieron su esposa, Caroline, dos hijos (Brandon y Hamilton) y dos nietos. Se celebró un servicio conmemorativo el 21 de junio de 1997 en la universidad. La North American Kant Society anunció una reunión en 1998 dedicada a su obra e influencia. Su labor fue reconocida por su alcance intelectual y su papel vertebrador de comunidades académicas.